# دان بيلي (صياد سمك)
دان بيلي (بالإنجليزية: Dan Bailey)‏ هو صياد سمك أمريكي، ولد في 22 مارس 1904 في روسلفيل في الولايات المتحدة، وتوفي في 1982.